# آني غلين
آني غلين (بالإنجليزية: Annie Glenn)‏ هي ناشِطة أمريكية، ولدت في 17 فبراير 1920 في كولومبوس في الولايات المتحدة.